# コリン・マッケイブ
コリン・マッケイブ（Colin MacCabe、1949年2月9日 - ）は、イギリスの英文学者、批評家、映画プロデューサーである。ピッツバーグ大学教授、ロンドン大学バークベック校教授、エクセター大学客員教授を兼任する。ロンドン・コンソーシアム議長。

## 人物・来歴
1949年（昭和24年）、イギリスに生まれる。
セント・ベネディクト校を卒業し、ケンブリッジ大学トリニティ・カレッジに英文学等を学び、同大学で学術のキャリアを始めた。1976年（昭和51年）、27歳のときの論文『ジェイムズ・ジョイスと言語革命』で同大学の博士号を取得した。ストラスクライド大学に赴任する。
初めてマッケイブが注目されたのは、1981年（昭和56年）、大学での長期在職権を否定されたときであった。それは、構造主義教育に関する英文学部の内部での論争は、公に知られるものであったが、その中心にいた彼のポジションのもたらした結果であった。
1985年（昭和60年）からピッツバーグ大学で英文学と映画学、1998年（平成10年）からエクセター大学で英文学と映画学、ロンドン大学バークベック校では英文学を人文学を教えている。1985年 - 1989年（平成元年）、英国映画協会（BFI）の製作部長に就任、1989年 - 1998年、同協会の研究部長を歴任した。その立場で、『映画百年』シリーズを含めて、映画を多数製作した。
広く映画と文学についての書物を発表しており、とくに小説家のジェームズ・ジョイス、映画作家のジャン＝リュック・ゴダールについてや、言語史と言語論についてが重要である。
1993年（平成5年）、マーク・カズンズ、ポール・ハースト、リチャード・ハンフリーズとともに、ロンドン・コンソーシアムを設立し、現在議長をつとめる。
2005年（平成17年）5月11日 - 5月22日に開かれた第58回カンヌ国際映画祭で、エドワード・ヤンを審査委員長とした「ショート映画部門・学生映画部門」の審査員をつとめた。

## 主な著書
- James Joyce and the Revolution of the Word, Palgrave Macmillan, 1979 ISBN 0333216482
  - 『ジェイムズ・ジョイスと言語革命』、加藤幹郎訳、筑摩書房、1991年3月 ISBN 4480831096

- Godard: Images, Sounds, Politics
  - 『ゴダール - 映像、音声、政治』、ローラ・マルヴィ / ミック・イートン共著、1980年

- Tracking the Signifier: Theoretical Essays on Film, Linguistics, Literature, Minneapolis: University of Minnesota Press, 1985 ISBN 0816614601

- Diary of a Young Soul Rebel, with Isaac Julien

- The Eloquence of the Vulgar: Language, Cinema and the Politics of Culture, British Film Institut, 1999 ISBN 0851706770
  - 『卑俗なるものの雄弁術』、1996年

- Godard: A Portrait of the Artist at 70. London: Bloomsbury, 2003.
  - 『ゴダール伝』堀潤之訳、みすず書房、2007年6月。ISBN 978-4622072591。

## フィルモグラフィ
特筆のないものはプロデューサーである。
- 『カラヴァッジオ』Caravaggio : 監督デレク・ジャーマン、1986年 - エグゼクティヴ・プロデューサー
- 『ソフト&ハード』 Soft and Hard : 監督ジャン＝リュック・ゴダール / アンヌ＝マリー・ミエヴィル、1986年 - 協力
- 『サミー&ロージィ それぞれの不倫』 Sammy and Rosie Get Laid : 監督スティーブン・フリアーズ、1987年 - 出演 記号論の教授役
- 『遠い声、静かな暮らし』 Distant Voices, Still Lives : 監督テレンス・デイヴィス、1988年
- 『ビーナス・ピーター』 Venus Peter : 監督イアン・セラー、1989年 - エグゼクティヴ・プロデューサー
- Melancholia : 監督アンディ・エンジェル、1989年
- 『スーパースター』 Superstar: The Life and Times of Andy Warhol : 監督チャック・ワークマン、1990年 - 協力
- 『ヤング・ソウル・レベルズ』 Young Soul Rebels : 監督アイザック・ジュリアン、1991年 - エグゼクティヴ・プロデューサー
- 『長い一日が終わる』 The Long Day Closes : 監督テレンス・デイヴィス、1992年 - エグゼクティヴ・プロデューサー
- 『映画百年 日本篇』 100 Years of Japanese Cinema : 監督大島渚、テレビ映画、1994年 - エグゼクティヴ・プロデューサー
- 『映画百年 韓国篇』 Gilwe-eui younghwa（朝鮮語: 한국영화 씻김） : 監督チャン・ソヌ、1995年 - エグゼクティヴ・プロデューサー
- 『演出家の夜』 Die Nacht der Regisseure : 監督エドガー・ライツ、1995年 - エグゼクティヴ・プロデューサー
- 『映画百年 ポーランド篇』 100 lat w kinie : 監督パヴェウ・ウォジンスキ、テレビ映画、1995年 - エグゼクティヴ・プロデューサー
- Irish Cinema: Ourselves Alone? : 監督ドナルド・テイラー・ブラック、1995年 - エグゼクティヴ・プロデューサー
- 『マーティン・スコセッシ監督とのアメリカ映画への個人旅行』 A Personal Journey with Martin Scorsese Through American Movies : 監督マーティン・スコセッシ / マイケル・ヘンリー・ウィルソン、テレビ映画、1995年 - エグゼクティヴ・プロデューサー
- Cinema de Lágrimas : 監督ネルソン・ペレイラ・ドス・サントス、1995年 - エグゼクティヴ・プロデューサー
- Cinema of Unease: A Personal Journey by Sam Neill : 監督サム・ニール / ジュディ・ライマー、1995年
- The Typewriter, the Rifle & the Movie Camera : 監督アダム・サイモン、1996年
- A Personal History of British Cinema by Stephen Frears : 監督マイク・ディブ / スティーヴン・フリアーズ、テレビ映画、1997年 - エグゼクティヴ・プロデューサー
- 40,000 Years of Dreaming : 監督ジョージ・ミラー、1997年 - エグゼクティヴ・プロデューサー
- What's a Carry On? : 監督ジョン・ハイランダー、テレビ映画、1998年 - 出演 インタヴューイー
- 『オールド・プレイス』 The Old Place : 監督ジャン＝リュック・ゴダール / アンヌ＝マリー・ミエヴィル、1998年 - エグゼクティヴ・プロデューサー
- Lee Marvin: A Personal Portrait by John Boorman : 監督ジョン・ブアマン、テレビ映画、1998年 - エグゼクティヴ・プロデューサー
- The Spectre of Hope : 監督ポール・カーリン、2000年
- The Name of This Film Is Dogme95 : 監督ソール・メッツスタイン、2000年
- A Brief History of Errol Morris : 監督ケヴィン・マクドナルド、2000年
- 『アメリカン・ナイトメア』 The American Nightmare : 監督アダム・サイモン、2000年
- 『バッドアス・シネマ』 Baadasssss Cinema : 監督アイザック・ジュリアン、テレビ映画、2002年
- Murder by Numbers : 監督マイク・ホッジス、2004年
- Derek : 監督アイザック・ジュリアン、2008年